# 小行星3766
小行星3766（英語：3766 Junepatterson）是一颗围绕太阳公转的小行星。1983年1月16日，愛德華·鮑威爾在可可尼诺县发现了此天体。
这颗小行星的绝对星等为359.1192788390504等。